# Edifici Montcalvari
Montcalvari és un edifici d'Arenys de Mar (Maresme), ubicat sota el penya-segat del Mal Temps i just davant del port esportiu. És una obra protegida com a bé cultural d'interès local. Donada la seva privilegiada situació enmig del port i enfront del Turó del Mal Temps és una fita visual característica de la població.

## Descripció
És un edifici gran erigit sobre un penya-segat de roques, actualment rodejat per un vial a nivell del port. Ha sofert diverses reformes i ampliacions al llarg del segle xx. Ha seguit estils com el modernisme, el funcionalisme, i ara és més d'estil colonial. Actualment té quatre plantes i algunes dependències al terrat. Té detalls d'ofici interessants.
Es bastí al voltant de l'ermita del Sant Crist del Calvari, que ha quedat rodejada i empetitida per l'edifici. El probable fundador de la capella va ser Hipòlit Doy l'any 1584, i, segons la llegenda, la construí per expiar el pecat d'haver assassinat la seva esposa, Sofia.

## Història
Fins a principis del segle xx, l'ermita estava unida amb la carretera mitjançant un pont que passava per sobre la via del tren. La capella, d'estil romànic, té una llargada de 16 m. i una amplada de 6 m., el campanar, de cadireta, té una sola campana. L'any 1892 el bisbe Català traspassà l'ermita a Narcís Serra, arenyenc molt pintoresc que hi construí el primer balneari.
L'any 1906 el turó del Calvari és adquirit per Enric Nel·lo, que edificà un hotel de primera classe, d'estil modernista, després transformat en pseudo-funcional, que anomenà Monte Nel·lo. Més tard li fou imposat el nom d'Hotel Monte Calvari. L'edifici resultant va ser un hotel balneari amb tres façanes al mar, i constava de planta baixa i dos pisos amb un total de 50 habitacions. Degut al servei prestat en l'època i la situació, l'edifici va arribar a adquirir un gran renom.
L'any 1916 l'hotel va anar a subhasta i l'adquirí Joan Artigas i Alart. En el mateix edifici, el senyor Artigues es muntà un elegant xalet. L'hotel Monte Calvario, malmès pels refugiats de guerra i encara més el 1936 per les forces allotjades, és adquirit l'any 1946 per una empresa de Barcelona. Objecte de successives reformes, segons els estils imperants a cada moment, quedà transformat en habitatges i un restaurant a la primera planta, al costat de l'ermita.
L'any 1948, en tancar l'hotel, es remodelà l'edifici i es destinà la planta baixa a restaurant i els pisos a habitatges, posteriorment es tancà el restaurant, tornant-se a obrir als anys vuitanta. Actualment es manté el restaurant i els habitatges.